# Raven (porrskådespelare)
Raven (som även gått under pseudonymer med efternamnet Vickers) är en amerikansk porraktris. Hon har sedan 1983 medverkat i pornografisk film. Den senaste filmen hon medverkade i var Naked Fairy Tales, som utkom 2002. Hon har bland annat spelat Nina i Taboo American Style. 